# Abdallah el-Khani
Abdallah el-Khani (Damascus, 1925) is een voormalig Syrisch diplomaat, politicus en rechter. In de jaren zestig en later nogmaals was hij ambassadeur in verschillende landen. In de jaren zeventig was hij Minister van Toerisme en daarna plaatsvervangend Minister van Buitenlandse Zaken. Van 1981 tot 1985 was hij rechter bij het Internationale Gerechtshof.

## Levensloop
El-Khani studeerde rechtsgeleerdheid aan de Universiteit van Damascus en de Université Saint-Joseph in Beiroet. Hierna voerde hij vanaf 1949 verschillende functies uit voor de Syrische regering, tot hij van 1959 tot 1969 achtereenvolgens gezant en gevolmachtigd minister werd op de ambassades van Madrid, Brussel, Ankara, Londen en Parijs. Daarnaast was hij van 1966 tot 1969 permanent vertegenwoordiger van Syrië bij de UNESCO.
Vanaf 1969 was hij secretaris-generaal voor het Ministerie van Buitenlandse Zaken. Aansluitend was hij van 1972 tot 1976 Minister van Toerisme en vervolgens tot 1977 plaatsvervangend Minister van Buitenlandse Zaken. In 1978 werd hij ambassadeur voor India, waarmee hij ook zijn land vertegenwoordigde in Bangladesh, Birma, Nepal en Sri Lanka.
Vanaf januari 1981 volgde hij zijn landgenoot Salah Tarazi op als rechter van het Internationale Gerechtshof die tijdens zijn ambtstijd was overleden. Hij diende diens termijn uit tot 1985. In de jaren negentig was hij een van de drie buitenlandse rechters van het nieuw opgerichte Grondwettelijk Hof van Bosnië en Herzegovina.